# Elephant Festival
El Festival del elefante se celebra en la ciudad de Jaipur, en el estado de Rajastán, en la India. Se lleva a cabo en el día de Holi, por lo general en el mes de marzo. El festival cuenta con dos grandes actividades, polo sobre elefantes y danza del elefante. Comienza con una  procesión de estos animales engalanados, camellos, caballos y bailarines folclóricos. Los propietarios decoran a los elefantes con colores vibrantes, jhools y joyas, y el más bellamente decorado es premiado. Las principales atracciones del festival son el polo sobre elefantes, la carrera de elefantes y el tira y afloja entre un elefante y diecinueve hombres y mujeres. Los elefantes también están equipados con colgantes en las orejas y bufandas de brocado en sus orejas y cuellos.

## Historia
El festival del elefante es considerado uno de los eventos más populares y famosos de la ciudad de Jaipur. Desde que se introdujo el festival, la ceremonia ha logrado atraer a una gran variedad de personas ajenas al evento. Los elefantes simbolizan realeza, de acuerdo a las tradiciones de Rajastán. El elefante también se cree que está asociado con el Buda y el jainismo. De hecho, el propio elefante tiene un significado histórico en las tradiciones indias. Según la mitología hindú, los devas (dioses) y los asuras (demonios) agitaron el océano, con la esperanza de que iban a convertirse en eternos. De repente, nueve joyas también conocidas como los "Navratnas" surgieron del océano. De las nueve joyas que aparecieron, una de ellas era un elefante. Desde entonces, el elefante ha sido considerado como un animal sagrado y precioso. El estado de Rajastán es un destino popular para muchas figuras de la realeza como los reyes y príncipes que tomaban paseos en elefante al Palacio de Amber de Rajasthan. Durante la monarquía, la realeza de la India desarrolló eventos donde los elefantes más fuertes luchaban entre sí para entretener a los invitados reales. Hoy en día, el festival es organizado cada año por el grupo de turismo de Rajasthan en el Estadio Chaugan. La sede se trasladó a los jardines de Jaipur Polo Group, debido a la creciente popularidad del festival.

## Polémica
Por primera vez en muchos años, el Festival del Elefante fue cancelado dos años consecutivos, en 2013 y 2014, debido a la protesta de la Junta de Protección de los Animales. Los activistas por los animales estaban preocupados por los colores químicos que eran arrojados sobre los elefantes y por el temor de que los elefantes se verían perjudicados en el proceso. Los organizadores decidieron cambiarle el nombre como el "Festival de Holi". La decisión de la Secretaría de Turismo para cancelar el evento vino a raíz de las protestas de Personas para el Tratamiento Ético de los Animales (PETA).